# Sandra Robatscher
Sandra Robatscher (Bolzano, 13 de diciembre de 1995) es una deportista italiana que compite en luge en la modalidad individual. Ganó dos medallas de bronce en el Campeonato Europeo de Luge, en los años 2018 y 2023.

## Palmarés internacional
| Campeonato Europeo | Campeonato Europeo | Campeonato Europeo | Campeonato Europeo |
| Año                | Lugar              | Medalla            | Prueba             |
| ------------------ | ------------------ | ------------------ | ------------------ |
| 2018               | Sigulda (Letonia)  | Medalla de bronce  | Individual         |
| 2023               | Sigulda (Letonia)  | Medalla de bronce  | Equipo             |